# Вице-адмирал (Великобритания)
Вице-адмирал (англ. Vice-Admiral) — военно-морское звание Королевского ВМФ Великобритании. Соответствует званию «Генерал-лейтенант» в Британской Армии и Королевской морской пехоте; и званию «Маршал авиации» в Королевских ВВС. Является «трёхзвездным» званием (по применяемой в НАТО кодировке — OF-8).

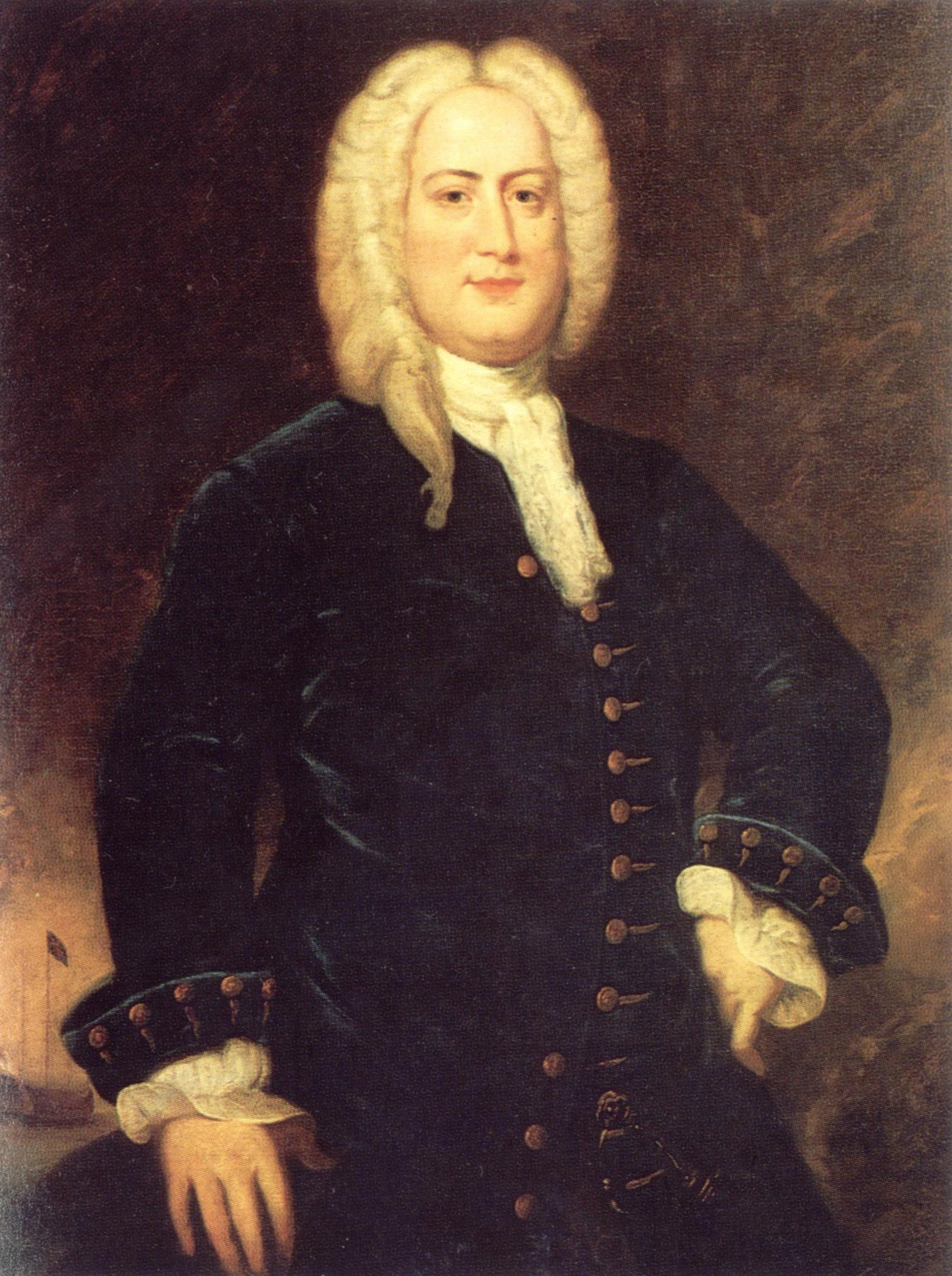
Шалонер Огл - один из носителей данного звания

Следует за званием «Контр-адмирал» и предшествует званию «Адмирал».

## История
Звание учреждено в XVI веке. После учреждения, Вице-адмирал занимал высокие должности или даже исполнял обязанности заместителя адмирала. Звание вице-адмирала произошло от звания лейтенанта Адмиралтейства (1546—1564), который был офицером, исполнявшим обязанности секретаря лорд-адмирала Англии и утратившим силу в 1876 году, но был восстановлен в 1901 году королем Эдуардом VII. До 1864 года Королевский ВМФ был разделен на «цветные» эскадры, которые добавляли в название воинского звания окончание в виде названия цвета (Vice-Admiral of the Red). В течение этого периода штандарты «цветных» вице-адмиралов менялись несколько раз. В Королевском ВМФ звание вице-адмирала следует отличать от должности вице-адмирала Соединенного Королевства, которая является должностью Адмиралтейства, обычно занимаемой отставным полным адмиралом, и должности вице-адмирала побережья, ныне устаревшей должности, занимающейся военно-морской администрацией в каждом из морских округов.

## Галерея

Погон
Погон до 2001 года
Нарукавные знаки различия